# Гемохроматоз
Ге́мохромато́з (пигме́нтный цирро́з, бро́нзовый диабе́т) — наследственное, генетически обусловленное заболевание, проявляется нарушением обмена железа с накоплением его в тканях и органах. Железо поглощается из пищи и чрезмерно накапливается в органах и тканях: печени, поджелудочной железе, миокарде, селезёнке, коже, эндокринных железах и других местах. Избыточное накопление железа в организме может спровоцировать развитие ряда заболеваний: цирроз печени, сердечная недостаточность, сахарный диабет, артрит.

## Распространённость
Частота наследственного гемохроматоза у рас различна: от 1 из 250 белокожих до 1 из 3300 чернокожих. Предположительно 9 из 10 случаев заболевания не распознается или диагностируется лишь на стадии необратимого поражения внутренних органов: цирроз печени, сахарный диабет, дилатационная кардиомиопатия.
По данным Института расстройств железа (Гринвилл, штат Южная Каролина) в США насчитывается около 1 млн человек, предрасположенных к гемохроматозу и около 150 тыс. больных, у которых эта болезнь диагностирована. Таким образом, вероятность развития гемохроматоза составляет 0,33 %. Около 10 % населения являются гетерозиготными носителями рецессивных генов гемохроматоза.
Наиболее подвержены этому заболеванию ирландцы, из-за чего иногда гемохроматоз называют «кельтской болезнью». В конце 2015 года было выяснено, что гены гемохроматоза принесли в Ирландию выходцы из Причерноморья. По результатам исследования генетической истории скифов европейской части России установлено, что геном скифов Среднего Дона и Крыма содержал вариант гена p.His63Asp, который мог приводить к клиническому гемохроматозу. 

## Классификация
Различают первичный (классический, генетический, врожденный, бронзовый диабет, пигментный цирроз печени, синдром Труазье — Ано — Шоффара) и вторичный гемохроматоз, связанный с повторными кризами гемолитической и мегалобластной анемий, многократными переливаниями крови, неправильным лечением препаратами железа.
Выделяют 4 типа наследственного гемохроматоза:
I тип – наиболее распространенный и изученный "классический" или "HFE-ассоциированный" наследуется по аутосомно-рецессивному механизму, причём у 87-90% больных регистрируется мутация сцепленного с локусом HLA-А гена HFE на коротком плече 6-й хромосомы при C282Y (замещение цистеина на тирозин в 282 аминокислоте), у остальных H63D (замещение гистидина на аспартат в 63-й аминокислоте);
II тип – ювенильный вызван мутациями гена, ответственного за синтез гепсидина, встречается редко;
III тип – мутации гена, кодирующего синтез рецептора для трансферрина;
IV тип – мутации гена SLC40A1, кодирующего синтез транспортного белка ферропортина.

## Этиопатогенез
При гемохроматозе организм человека начинает накапливать железо в тканях от кожи до суставов, особенно, сердца, печени и поджелудочной железы. Его не наследственные случаи могут быть вызваны защитной анемией при хроническом воспалении, инфекциях и раке для замедления их развития. Иммунная система использует ионы железа для повреждения вражеских клеток .
Атом железа удерживается в центре молекулы гема (протопорфирин-IX, присоединивший железо), который в составе гемоглобина эритроцитов обеспечивает транспорт кислорода из лёгких по всему телу и переносит к ним около ⅓ диоксида углерода (CO2) образуя карбгемоглобин. Оставшиеся ⅔ переносятся в растворённом виде или как соли плазмой крови и цитоплазмой эритроцитов.
В организме человека при гемохроматозе содержится 20—60 г железа, у здорового – 3—5 г, из которых большая часть (2100 мг), входит в состав клеток крови и костного мозга. Практически всё метаболически активное железо находится в связанном с белками состоянии; свободные ионы железа могут присутствовать в крайне низких концентрациях. Здоровые ежедневно теряют не более 0,05% (< 2,5 мг) от общего количества железа, включая удаляющееся с потом, слущивающимся эпителием кожи и ЖКТ. Столько же (1-2 мг) ежедневно всасывается в кишечнике. Около 20-30 мг необходимых для эритропоэза ежедневно возвращаются в циркуляцию макрофагами селезенки и печени. Процессы всасывания, рециркуляции и хранения запасов железа регулируются гепсидином, а зависят от множества факторов, включая маркеры воспаления, трансферрин и ферропортин.

## Диагностика
Сбор семейного анамнеза (заболевание, как правило, носит наследственный характер) в сочетании с лабораторной диагностикой. Симптомы гемохроматоза могут варьировать в широких пределах. Генетический скрининг в настоящее время используется, чтобы оценить, какие пациенты находятся в опасности для выраженного фиброза печени.
Окончательный диагноз может быть установлен при биопсии печени или МРТ печени и сердца в Т2-взвешенном режиме.
Вторичные проблемы накопления железа могут возникнуть после многочисленных переливаний крови при различных анемиях (приток железа в составе эритроцитов).
Лабораторные критерии:
- сывороточный трансферрин (ТРФ) менее 2 г/л;
- общая железосвязывающая способность сыворотки (ОЖСС) менее 50 ммоль/л;
- сывороточный ферритин (СФ) более 1000 мкг/л;
- насыщение трансферрина (НТЖ) более 60%;
- повышенная экскреция железа с мочой (спонтанная и индуцированная введением дефероксамина — «десфераловый тест»).

## Клиническая картина
Клинические симптомы:
- слабость и быстрая утомляемость;
- снижение давления;
- выраженное похудение;
- гиперпигментация кожи (грифельно-серый цвет с коричневым оттенком), слизистых оболочек и сетчатки;
- сердечная недостаточность;
- сахарный диабет;
- отёк и болезненность суставов.

## Лечение
Для лечения пациентов используют:
- отказ от алкоголя;
- препараты, связывающие железо и способствующие его выведению (деферазирокс[13], дефероксамин, Б-десфераль);
- эффективный метод лечения – кровопускание (флеботомия или венесекция) способствует удалению железа из организма и приводят к улучшению общего состояния, уменьшению пигментации и размеров печени;
- гепатопротекторы (применяются в качестве вспомогательной терапии);
- диета[16] с ограничением продуктов, содержащих железо[17]. Очень приблизительная градация от насыщенных им к бедным с учётом усвояемости: печень утиная, медвежатина, красный костный мозг, селезёнка, сердце, лёгкие, поджелудочная железа, почки, моллюски, яйцо утки и индейки, красное мясо, мозг, серое мясо, рыба, белое мясо, орехи, бобовые, гречка, крупы, травы, зелень (листья и стебли), яйцо куриное, молочные продукты (лактоферрин), овощи, фрукты.

Также им обогащают хлеб, крупы и прочие продукты, в основном, растительного происхождения, поскольку железо не в составе гема усваивается гораздо хуже, особенно, в присутствии кальция антинутриентов вроде оксалатов (не отмоченные семена, сырая зелень и некоторые овощи) и дубильных веществ (чай, кофе), а также при низкой кислотности желудочного сока.

## Прогноз
Зависит от длительности течения заболевания до момента диагностики.